# Hamnskräppa
Hamnskräppa (Rumex triangulivalvis) är en slideväxtart som först beskrevs av Danser, och fick sitt nu gällande namn av Karl Heinz Rechinger. Hamnskräppa ingår i släktet skräppor, och familjen slideväxter. Inga underarter finns listade i Catalogue of Life.